# Hypsibemon
Hypsibemon – rodzaj ptaków z rodziny kusaczek (Myrmotheridae).

## Zasięg występowania
Rodzaj obejmuje gatunki występujące w Ameryce Południowej.

## Morfologia
Długość ciała 14,5–23 cm; masa ciała 35–204 g.

## Systematyka

### Etymologia
Hypsibemon: gr. ὑψι hupsi „na wysokości”; βημα bēma, βηματος bēmatos „odgłos kroków”, od βαινω bainō „chodzić”.

### Podział systematyczny
Do rodzaju należą następujące gatunki:

- Hypsibemon andicolus Cabanis, 1873 – kusaczka peruwiańska
- Hypsibemon spatiator (Bangs, 1898) – kusaczka białorzytna
- Hypsibemon saltuensis (Wetmore, 1946) – kusaczka bambusowa
- Hypsibemon rufocinereus (P.L. Sclater & Salvin, 1879) – kusaczka rdzawo-szara
- Hypsibemon rufulus (Lafresnaye, 1843) – kusaczka rdzawa
- Hypsibemon centralis (Hosner, Robbins, M.L. Isler & Chesser, 2020) – kusaczka żółtobrzucha
- Hypsibemon ayacuchensis (Hosner, Robbins, M.L. Isler & Chesser, 2020) – kusaczka czekoladowa
- Hypsibemon sinaensis (Robbins, M.L. Isler, Chesser & Tobias, 2020) – kusaczka mahoniowa
- Hypsibemon cochabambae (J. Bond & Meyer de Schauensee, 1940) – kusaczka uboga
- Hypsibemon occabambae (Chapman, 1923) – kusaczka inkaska
- Hypsibemon cajamarcae (Chapman, 1927) – kusaczka jasnobrzucha
- Hypsibemon alvarezi (Cuervo, Cadena, M.L. Isler & Chesser, 2020) – kusaczka rdzawobrzucha
- Hypsibemon saturatus (Domaniewski & Stolzmann, 1918) – kusaczka równikowa
- Hypsibemon blakei (G.R. Graves, 1987) – kusaczka kasztanowata
- Hypsibemon gravesi (M.L. Isler, Chesser, Robbins & Hosner, 2020) – kusaczka andyjska
- Hypsibemon oneilli (Chesser & M.L. Isler, 2020) – kusaczka skromna
- Hypsibemon obscurus (von Berlepsch & Stolzmann, 1896) – kusaczka jednobarwna
- Hypsibemon dignissimus (P.L. Sclater & Salvin, 1880) – kusaczka rdzawogardła
- Hypsibemon eludens (Lowery & O’Neill, 1969) – kusaczka kreskowana
- Hypsibemon ridgelyi (Krabbe, Agro, Rice, Jácome, Navarrete & Sornoza, 1999) – kusaczka białolica
- Hypsibemon nuchalis (P.L. Sclater, 1860) – kusaczka szarobrzucha
- Hypsibemon carrikeri (Schulenberg & M.D. Williams, 1982) – kusaczka jasnodzioba
- Hypsibemon albigula (Chapman, 1923) – kusaczka białogardła
- Hypsibemon ruficapilla (Lafresnaye, 1842) – kusaczka rudogłowa
- Hypsibemon watkinsi (Chapman, 1919) – kusaczka zaroślowa
- Hypsibemon flavotinctus (P.L. Sclater, 1877) – kusaczka żółtopierśna
- Hypsibemon fenwickorum (Barrera & A. Bartels, 2010) – kusaczka oliwkowa
- Hypsibemon milleri (Chapman, 1912) – kusaczka brązowa
- Hypsibemon bangsi (J.A. Allen, 1900) – kusaczka kolumbijska
- Hypsibemon kaestneri (Stiles, 1992) – kusaczka stokowa
- Hypsibemon quitensis (Lesson, 1844) – kusaczka płowa
- Hypsibemon hypoleucus (P.L. Sclater, 1855) – kusaczka białobrzucha
- Hypsibemon erythroleucus (P.L. Sclater, 1874) – kusaczka dwubarwna
- Hypsibemon erythrotis (P.L. Sclater & Salvin, 1876) – kusaczka rudolica
- Hypsibemon przewalskii (Taczanowski, 1882) – kusaczka ciemnogłowa
- Hypsibemon capitalis (Chapman, 1926) – kusaczka rudopierśna